# Эгнер, Мария
Мария Эгнер (нем. Marie Egner; 25 августа 1850[…], Бад-Радкерсбург, Эрцгерцогство Австрия — 31 марта 1940[…], Вена) — австрийская художница-пейзажистка.

## Биография

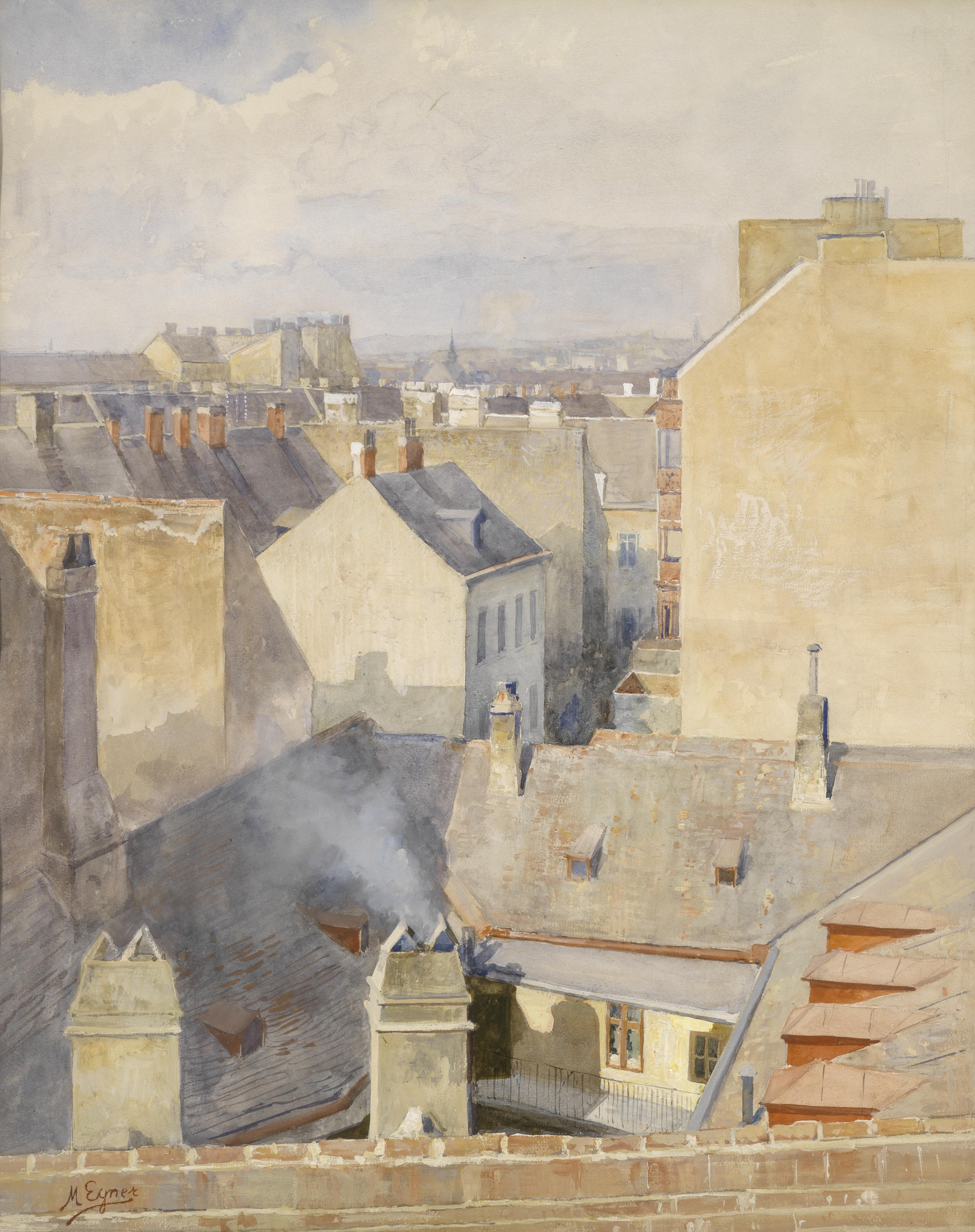
Вид на венские крыши из окна мастерской художницы.

Родилась в 1850 году в Бад-Радкерсбурге, Штирия. Сперва училась живописи в Граце, откуда в дальнейшем отправилась в Дюссельдорф, где с 1872 по 1875 год являлась ученицей Карла Юнгхайма (1830–1886). В 1882 году Эгнер приехала в Вену, где жила вместе с матерью. Здесь она продолжила учиться под руководством Эмиля Якоба Шиндлера и проводила с ним вместе летние месяца в колонии художников в замке Планкенбург. Затем Эгнер совершила путешествие по Европе, долгое время (1887—89) оставалась в Англии.
В 1900 году она стала участницей творческой группы «Восемь художниц» — одного из первых объединений женщин-художниц в истории. Участвовала в выставках объединения вплоть до 1909 года. Вплоть до 1910 года руководила рисовальной школой для женщин, однако, ухудшившееся состояние здоровья заставило её отойти от преподавания. После окончания Первой мировой войны вошла в состав более широкой Ассоциации женщин-художниц Австрии, которая организовала персональную выставку Марии Эгнер в 1926 году.
Скончалась в 1940 году в Вене на 90-м году жизни.

## Галерея

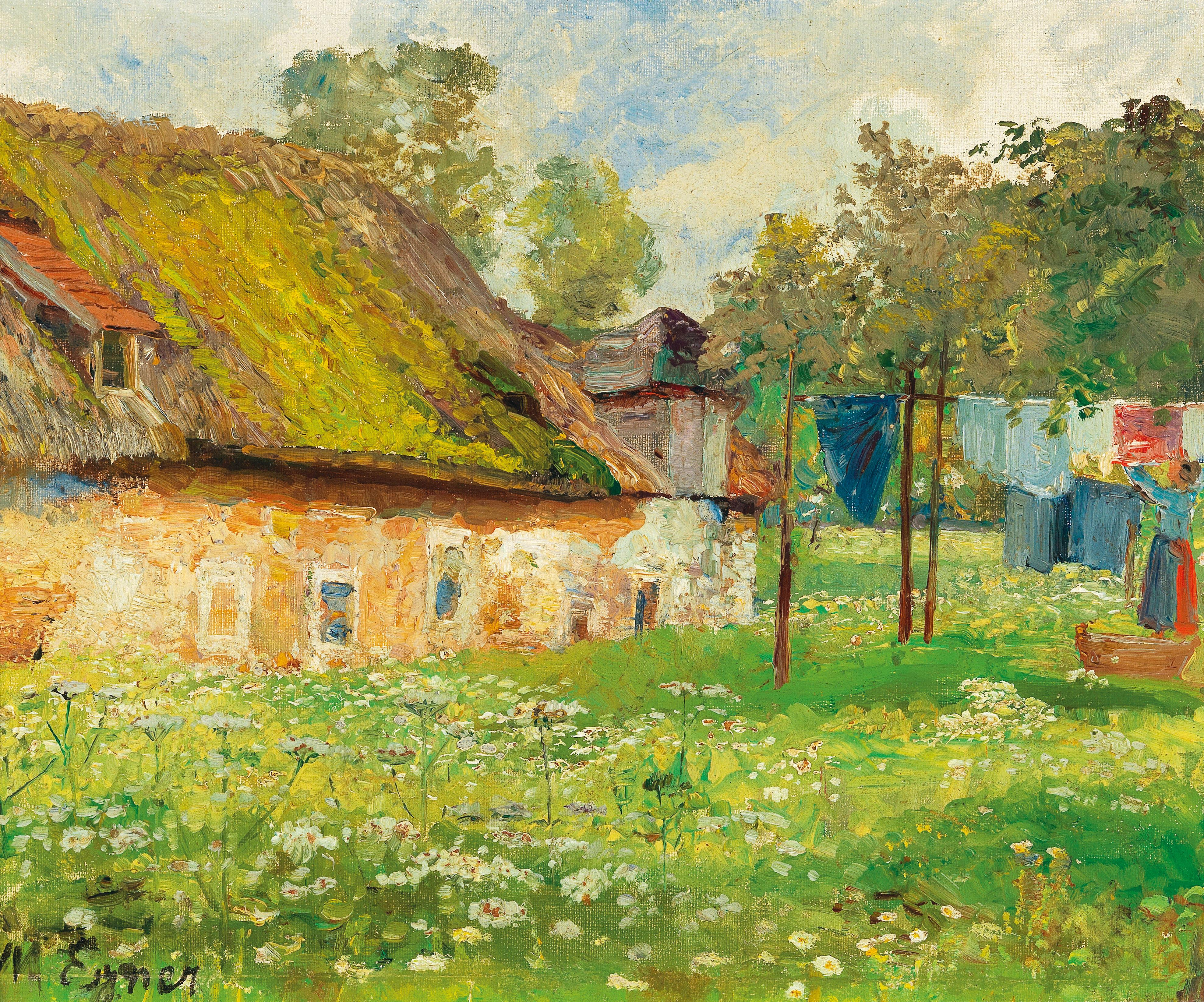
Сушка белья
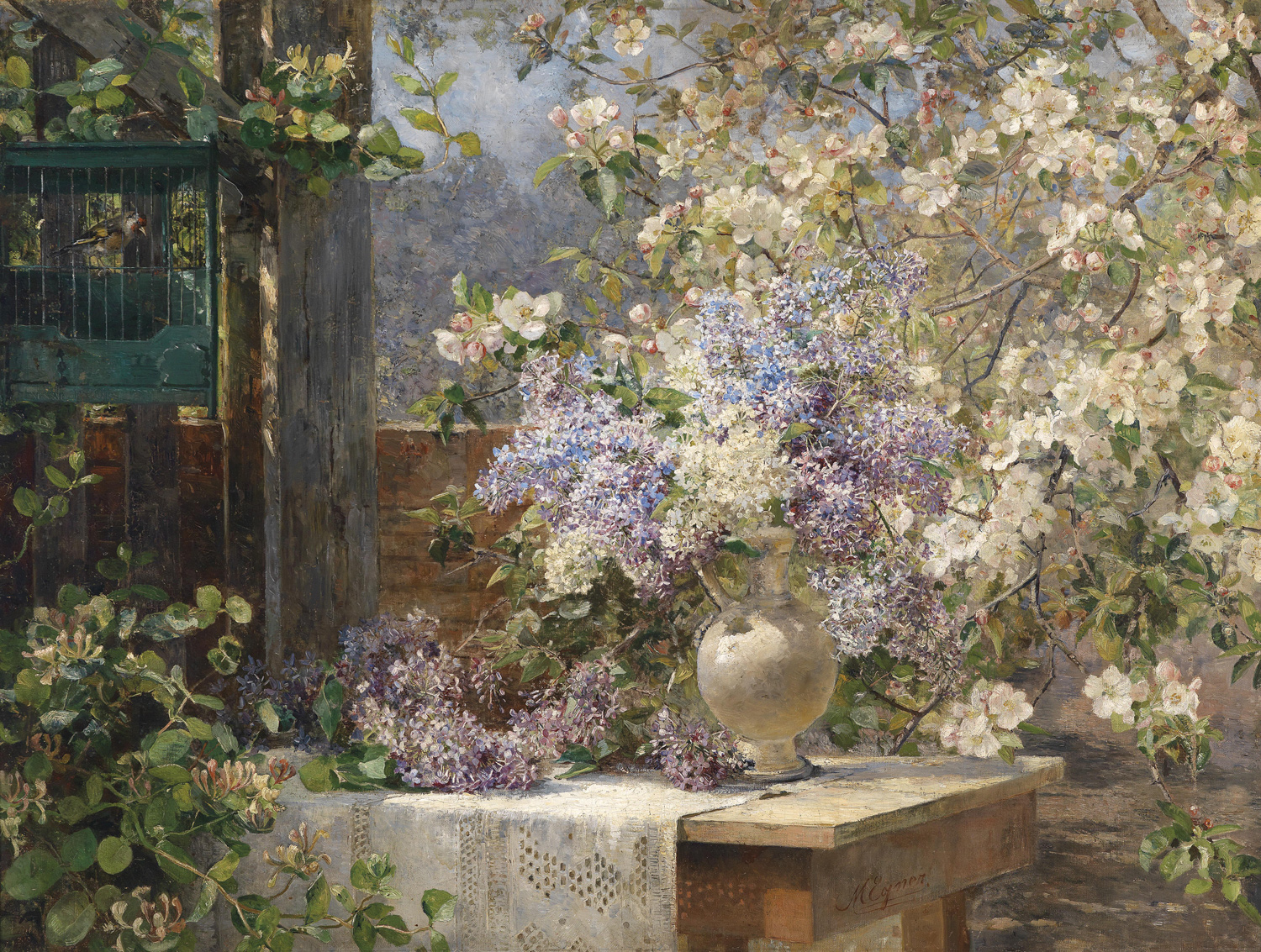
В цветущей беседке
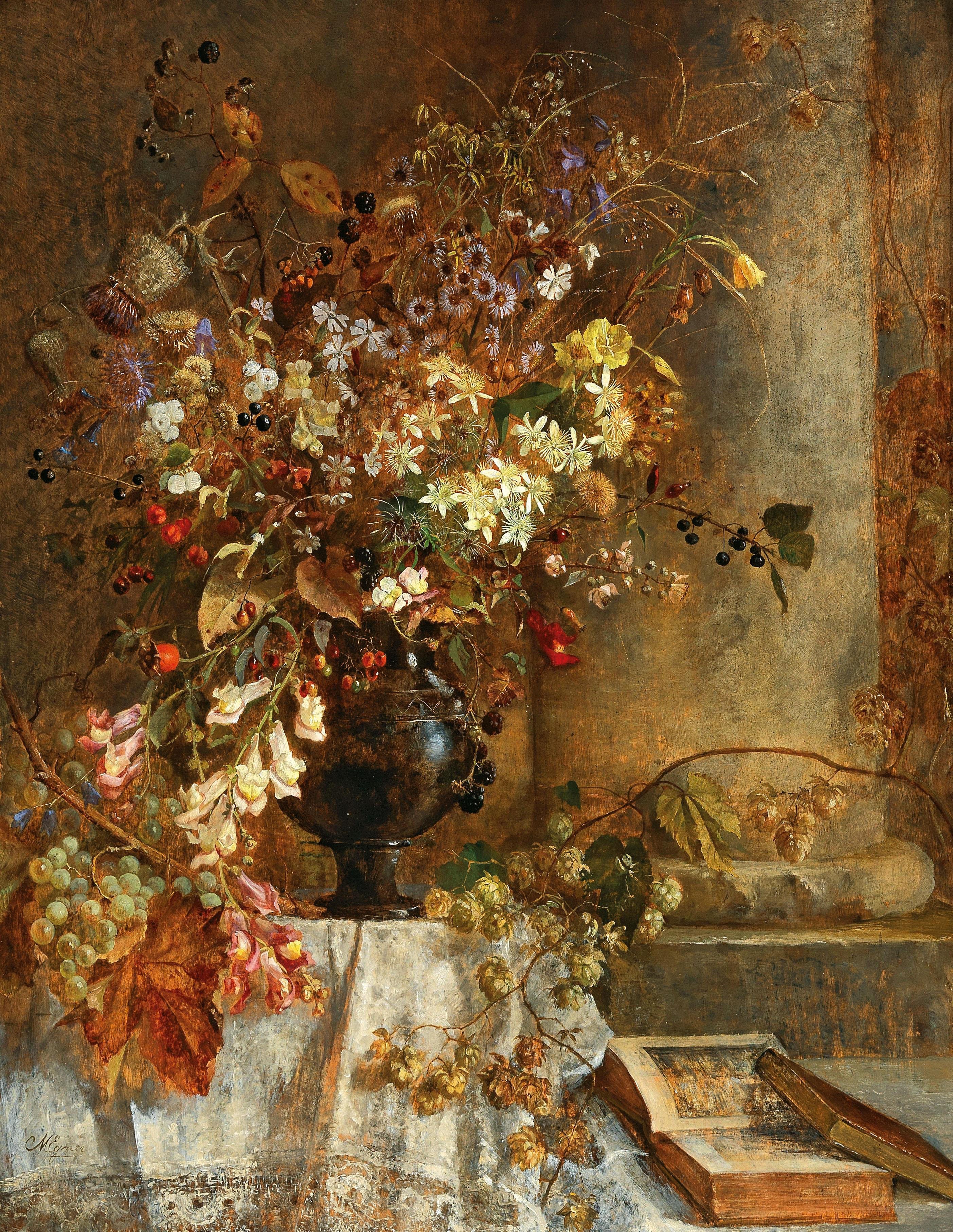
Бабье лето
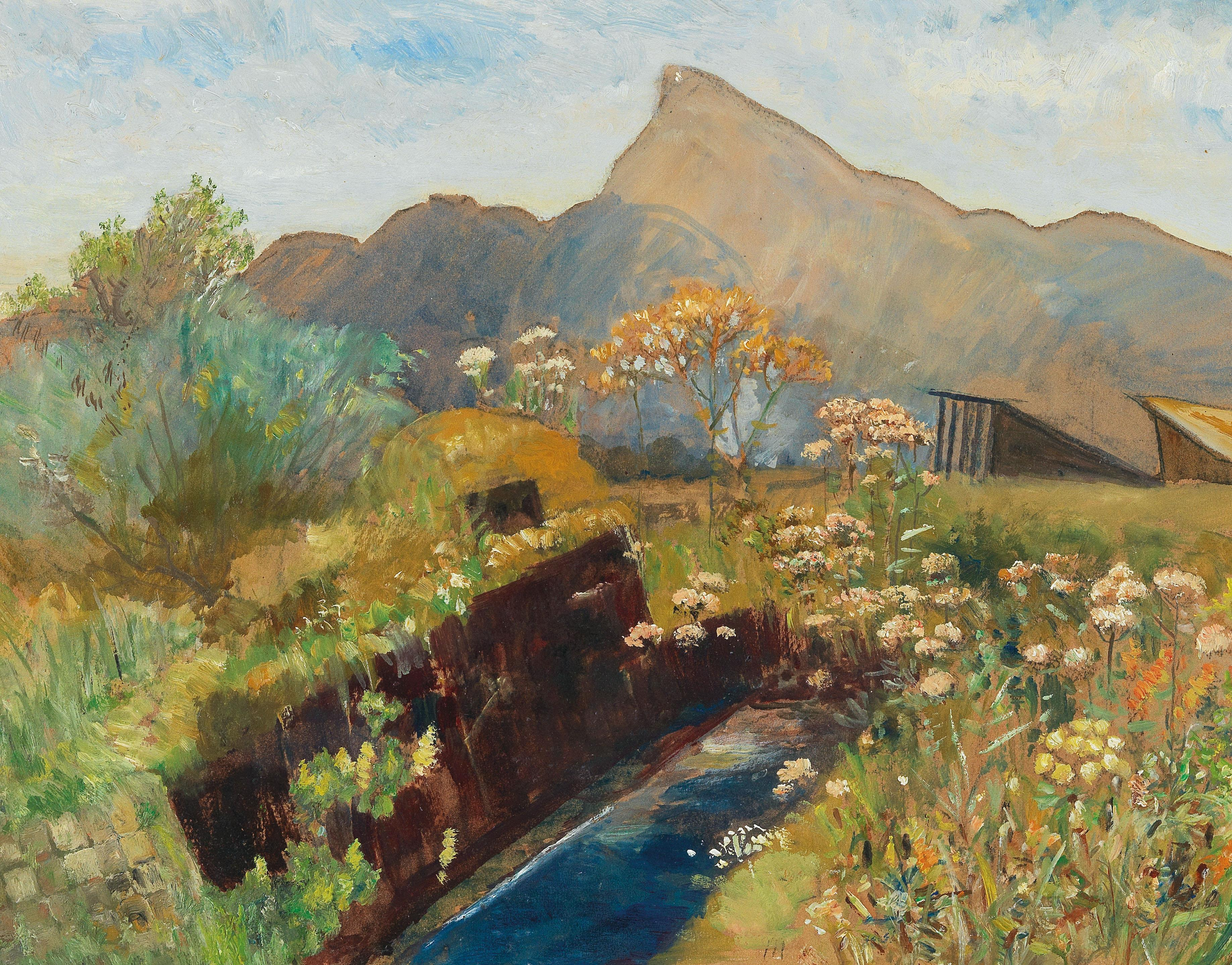
Конец августа. Зальцбургское болото.
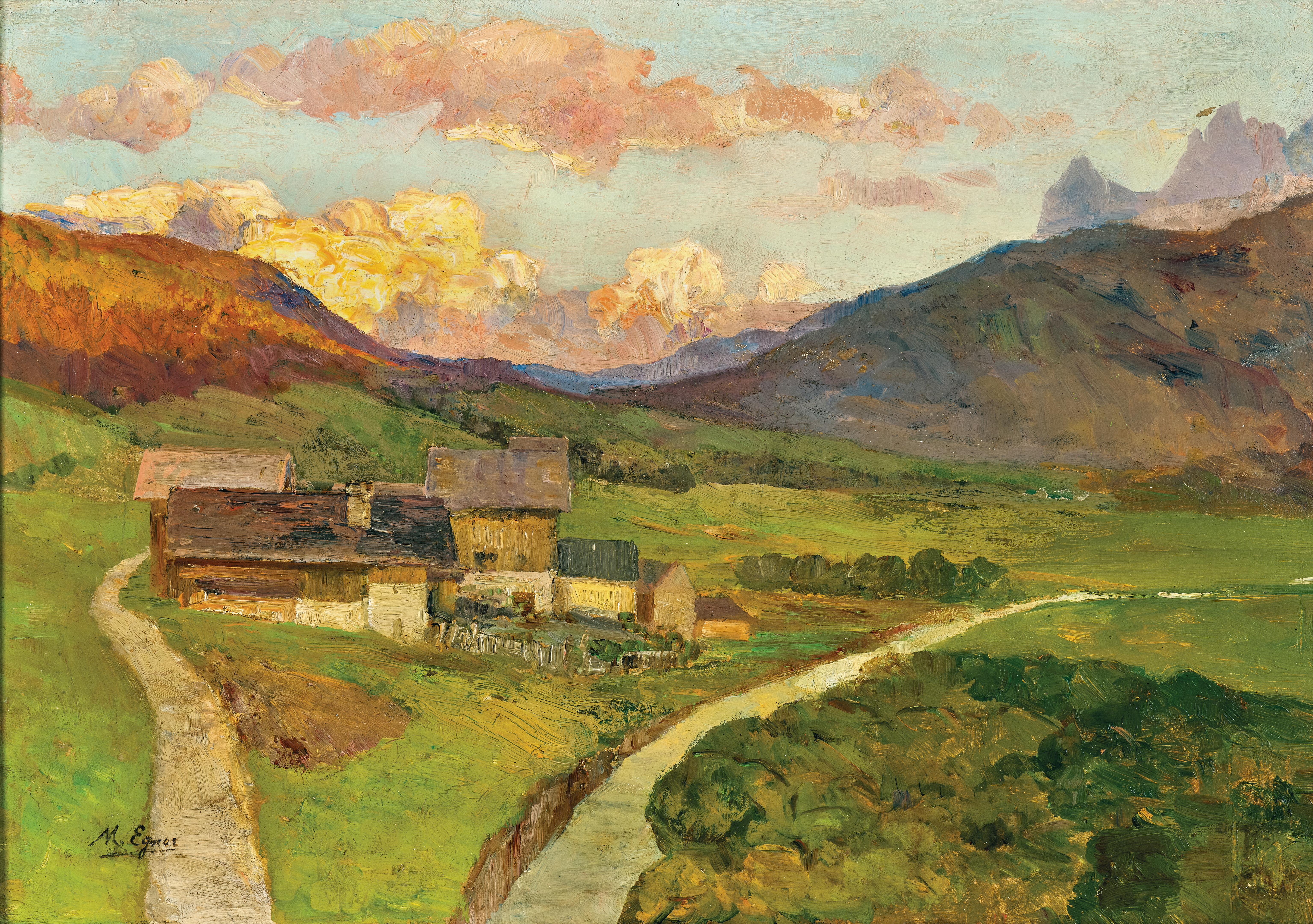
Вечер в горах
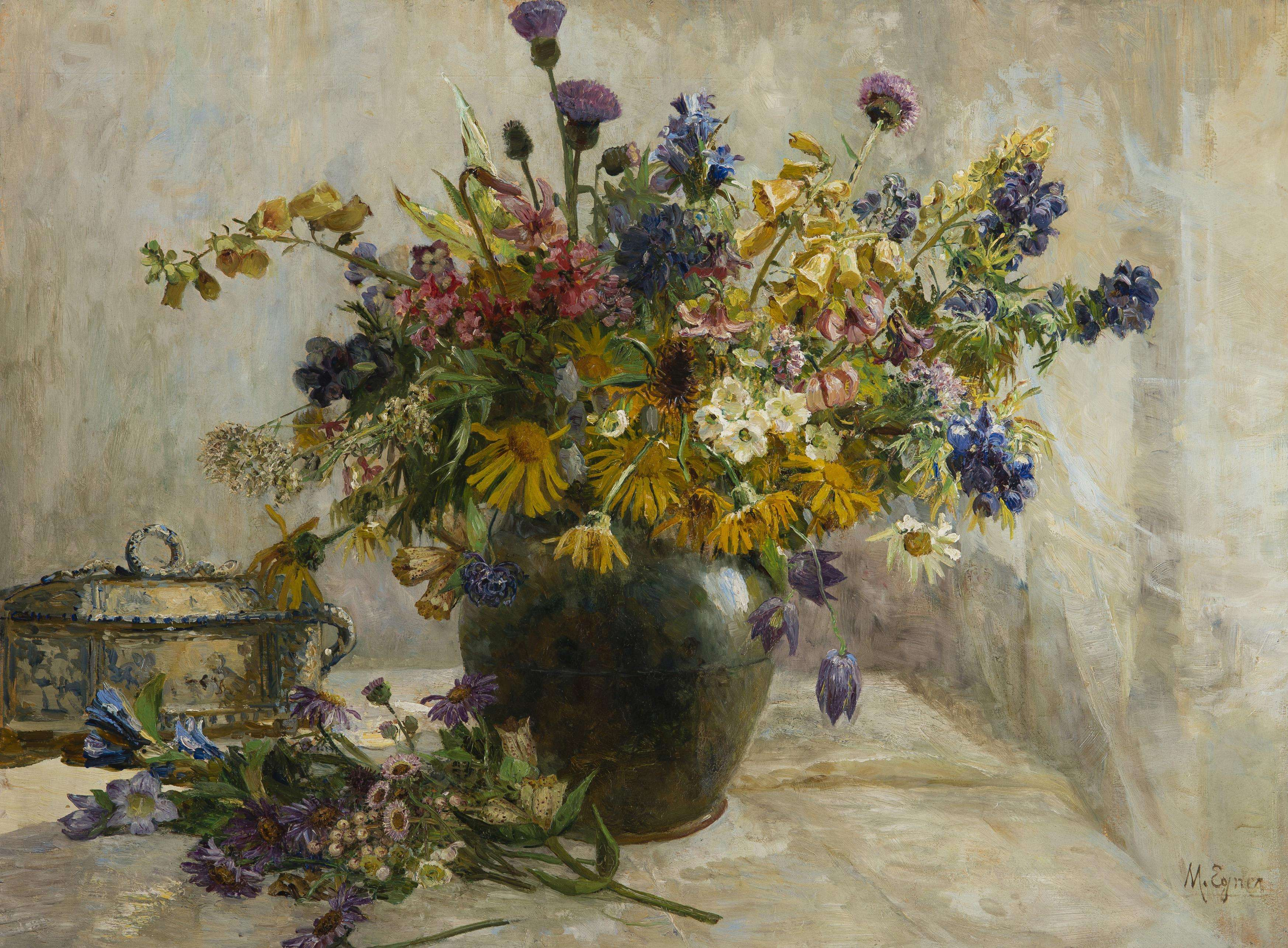
Альпийские цветы
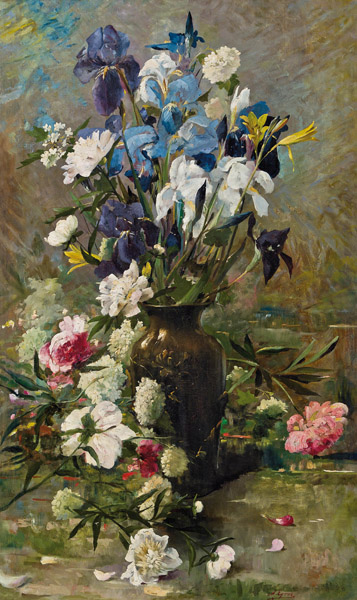
Анемоны
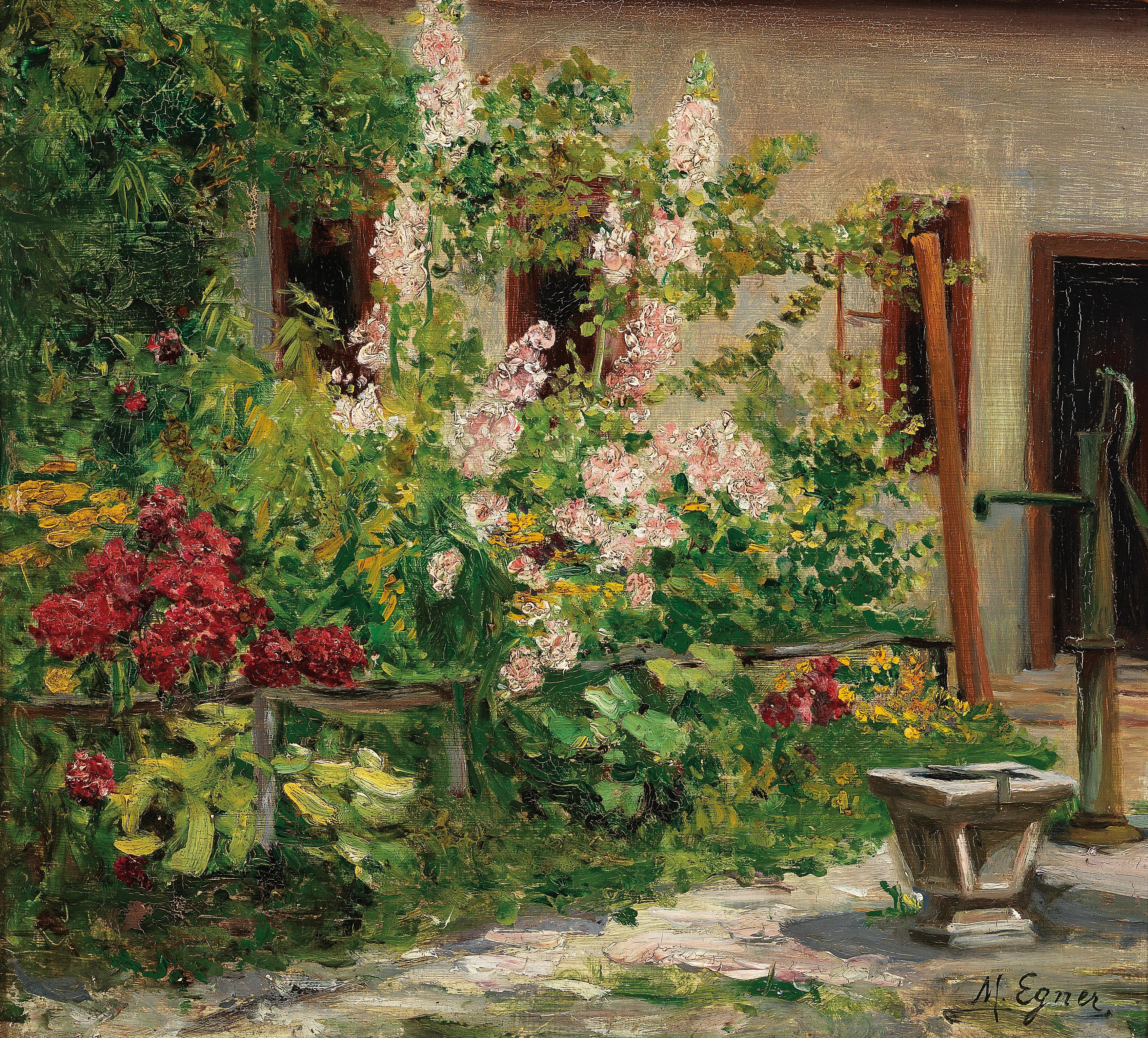
Цветущие штокроза в палисаднике.